# Миколас Янушкявічус

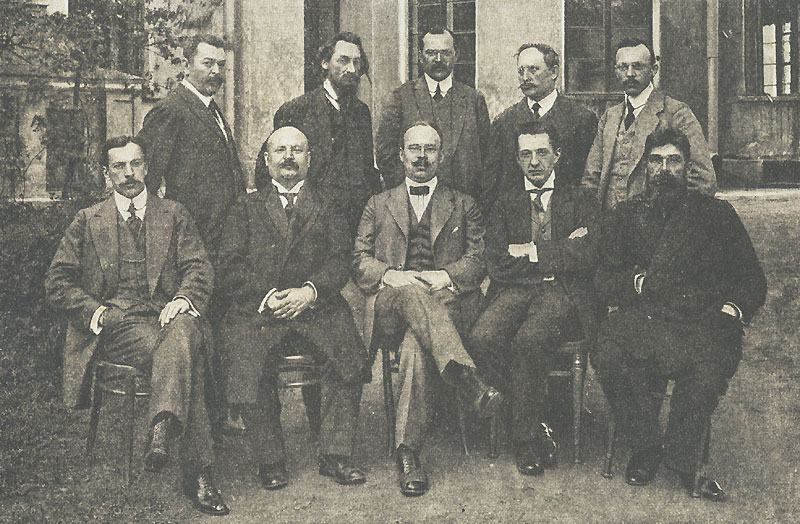
Фракція трудовиків в IV-й Державній думі. 1916. Стоять: князь Варлаам Ґеловані, Олексій Суханов, Михайло Рисєв, Франц Кейніс, Аристарх Рислєв. Сидять: Миколас Янушкевич, Дмитро Старличанов, Василь Вершинін, Олександр Керенський, Володимир Дзюбинський.

Миколас  Янушкявічус (3 лютого 1886, с. Юрздіка Вижунська волость, Вількомирський повіт, Ковенська губернія, Російська імперія  — 4 грудня 1942, Каунас, Литва) — литовський громадський діяч, депутат Державної думи IV скликання від Ковенської губернії, перекладач і публіцист. 

## Життєпис
Литовець, католик, родом із села Юрздіка Вижунської волості Вількомирського повіту Ковенської губернії.  
У 1904 — випускник Санкт-Петербурзької Введенської гімназії.  
Литовські джерела стверджують, що Миколас якийсь час вивчав право в Санкт-Петербурзькому університеті , однак пов'язані з обранням в Думу джерела повідомляють, що після закінчення гімназії Янушкявічус "оселився у себе на батьківщині, присвятивши себе сільському господарству" . Мав наділ площею 3 десятини, на якому, як повідомлялося, займався землеробством. Згідно з литовськими джерелами був членом Литовської демократичної партії, за офіційними даними під час виборів до Державної Думи залишався безпартійним. У 1912 був неодружений. 
25 жовтня 1912 обраний до Державної думи IV скликання від загального складу виборців Ковенських губернських виборчих зборів. 
Член IX відділу. Увійшов до Трудової групи. Під час відсутності відомих "трудовиків" О. Керенського і В. Вершиніна заміняв їх в Раді старійшин Думи. Виступаючи на зборах фракції, піднімав питання про становище в Литві. Був членом думської комісії з питань місцевого самоврядування, комісії з полювання, комісії з робочого питання, комісії з народної освіти, комісії із заміни сервітутів, комісії з військових і морських справ і комісії із законодавчих пропозицій.  
12 червня 1913 під час обговорення законопроєкту про міське самоврядування в Царстві Польському виступив з промовою проти польського домінування і спроб асиміляції литовців.  
Виступаючи 19 грудня 1916, заявив, «що вбивство Распутіна є першим сигналом до революції». 
Активний учасник Лютневої революції в Петрограді.  
27 лютого 1917 брав участь в приватній нараді членів IV Державної думи в Таврійському палаці, в його напівциркульній залі, разом з Серафимом Мансирєвим підтримав пропозицію Володимира Дзюбинського оголосити Державну думу Установчими зборами. Виступаючи там, наголосив на необхідності для Думи «бути солідарною з революційним народом і військом». У березні 1917 обраний членом Бюро Ради представників національностей Державної Думи.  
Разом з Мартінасом Ічасом і Вацловасом Біелскісом відвідав голову Тимчасового уряду Георгія Львова, який просив їх назвати литовських представників на посади губернаторів трьох литовських губерній (Віленської, Ковенської і Сувальської).  
6 — 10 березня 1917 відправлений комісаром Тимчасового комітету Державної думи (ТКДД) і Тимчасового уряду відряджений на Північний фронт. Начальник штабу 1-ї армії Йосип Довбор-Мусницький залишився вкрай незадоволений виступом Янушкявічуса перед військами.  
Довбор-Мусницький повідомляв, що Янушкявічус стверджував, що «тепер ні багатих, ні бідних, і недостатньо підкреслював необхідність самої суворої дисципліни і покори і цим розбурхав солдатів».  
8 квітня 1917 ТКДД направив Янушкявічуса для заспокоєння кавалерійських частин у Смоленську, які займалися затриманням дезертирів. Входив до Військової комісії.  
З червня по жовтень 1917 за рішенням Бюро ВЦВК введений до його складу як представник партії Соціалістів-народників Литви.  
12 — 15 серпня 1917 брав участь в роботі Державної наради в Москві.  
14 —  22 вересня 1917 взяв участь у Всеросійській Демократичній Нараді в Петрограді, спільно з Петрасом Балісом обраний до його президії як представник литовців. У жовтні 1917 обраний членом Передпарламенту (Тимчасової ради Російської республіки). 
Був одним з ідеологів і організаторів Литовської революційної соціалістичної народної партії.  
У 1916 — 1918 в Петрограді редагував і співпрацював з лівою народною газетою «Naujoji Lietuva» ("Нова Литва") . 
14 — 16 березня 1918 — делегат Четвертого Надзвичайного з'їзду Рад робітничих, солдатських, селянських і козацьких депутатів в Москві. Став членом ВЦВК, причому значився в ньому як лівий есер. 
Повернувшись до Литви, працював у «Фонді преси», в редакції газети «Lietuvos žinios»; в цей час Янушкявічусу були притаманні антикомуністичні погляди. 
Миколас Янушкявічус займався перекладами і переклав багато літературних творів литовською мовою.

## Твори
- Выдержки из докладов членов Государственной Думы Н. О. Янушкевича и Ф. Д. Филоненко (26 марта 1917) [Архівовано 10 листопада 2017 у Wayback Machine.]
- Газета "Вятская речь", 1913, 27 июня.

## Адреса
- 1913 — Санкт-Петербург, 10 Рождєственська, д. 9 [14]

### Архіви
Российский государственный исторический архив. Фонд 1278. Опись 5. Дело 1348; Опись 9. Дело 934; Дело 1348. Лист 47; Опись 10. Дело 6, 7, 28.